# Frank Ferrer
Pour les articles homonymes, voir Ferrer.
Frank Ferrer (25 mars 1966) est un batteur de rock américain d'origine cubaine. Il est connu pour être un batteur de sessions et pour être le batteur du groupe de Hard rock Guns N' Roses.
En effet, à l'été 2006, alors que prend fin la tournée européenne de Guns N' Roses, le batteur du groupe, Brian Mantia, devient père. Il quitte donc la fin de la tournée et Frank Ferrer est son remplaçant non officiel. C'est au début de la tournée nord-américaine du groupe que Ferrer devient officiellement le batteur de Guns N' Roses pour toute la tournée sans pour autant que son prédécesseur Brian Mantia ne soit renvoyé. Il a participé à l'enregistrement de l'album de Guns N' Roses, Chinese Democracy. Son statut au sein du groupe est maintenant officiel.